# Prémio Literário Maria Amália Vaz de Carvalho
O Prémio Literário Maria Amália Vaz de Carvalho, instituído, em 1994, pela Câmara Municipal de Loures, que homenageia a escritora e activista política com o mesmo nome, visa «incentivar a produção literária em língua portuguesa,  premiando obras inéditas de autores de nacionalidade  portuguesa  ou  naturalizados, numa  das  seguintes modalidades: Poesia, Jovens talentos: poesia,  Prosa de ficção, Jovens talentos: prosa de ficção.
Não deve ser confundido com o Prémio Nacional de Literatura Infantil (Prémio Maria Amália Vaz de Carvalho) atribuído durante o Estado Novo pelo Secretariado de Propaganda Nacional.

## Vencedores
- 1993-1994: Prosa

Serafim Ferreira: Livro de horas ou Memorial do Convento de Odivelas
- 1995: Poesia

Maria do Rosário Pedreira: A casa e o cheiro dos livros
- 1997: Prosa

Serafim Ferreira: O poeta e a pedra
- 1998-1999: Poesia

João Pedro Mésseder, pseudónimo literário de José António Gomes: Fissura
- 2000-2001:Prosa

Maria Adelaide Valente: A deusa dos laços
- 2002-2003:Poesia

Graça Pires: Uma certa forma de errância
- 2004-2005:Prosa

Paula Caspão: Anti-bio-grafias de contágio
- 2006-2007: Poesia

Alice Vieira: Dois corpos tombando na água
- 2008-2009: Prosa de Ficção

Joana Bértholo: Diálogos para o fim do mundo
- 2011-2012: Poesia

Luís Filipe Rodrigues: Lugares de passagem
- 2012-2013: Jovens Talentos Poesia

Patrícia Isabel Gomes Lucas: Geografias
- 2016-2017: Jovens Talentos Prosa

Filipe Batista: O Nó da Culpa
- 2017-2018: Jovens Talentos Poesia

Tiago Nené: Este Obscuro Objecto do Desejo
- 2018-2019: Prosa

Carlos Machado: Estilhaços

## Grande Prémio de Poesia Maria Amália Vaz de Carvalho
Em 2019, a Câmara Municipal de Loures instituiu igualmente, numa parceria com a Associação Portuguesa de Escritores, o Grande Prémio de Poesia Maria Amália Vaz de Carvalho.

### Vencedores
- 2019: Gastão Cruz: Existência[8]
- 2020: Fernando de Oliveira Guimarães: Junto à Pedra[9]